# Scopula walkeros
Scopula walkeros là một loài bướm đêm trong họ Geometridae.